# Justicia latiflora
Justicia latiflora là một loài thực vật có hoa trong họ Ô rô. Loài này được Hemsl. mô tả khoa học đầu tiên năm 1890.